# Somalia en los Juegos Olímpicos de Río de Janeiro 2016
Somalía participa en los Juegos Olímpicos de 2016 en Río de Janeiro, Brasil, del 5 al 21 de agosto de 2016, con dos deportistas en un solo deporte.
El atleta Mohamed Hassan Mohamed fue el abanderado durante la ceremonia de apertura.

## Deportes
Atletismo
- Mohamed Hassan Mohamed (5000 metros masculino)
- Maryan Nuh Muse (400 metros femenino)